# Vil·la dels Misteris
La Vil·la dels Misteris o Villa dei Misteri és una ruïna ben conservada d'una vil·la romana a uns 800 metres al nord-oest de Pompeia i a uns 200 de la Porta d'Herculà. S'hi pot arribar des de Pompeia. Queda als afores de la ciutat principal, separada per una carretera amb monuments funeraris a banda i banda (una necròpoli), així com les muralles de la ciutat. Es considera una vil·la suburbana, amb una relació propera amb la ciutat, però als afores. Des de l'any 1997 forma part del lloc Patrimoni de la Humanitat anomenat «Zones arqueològiques de Pompeia, Herculà i Torre Annunziata», amb el Codi 829-002.

## Història

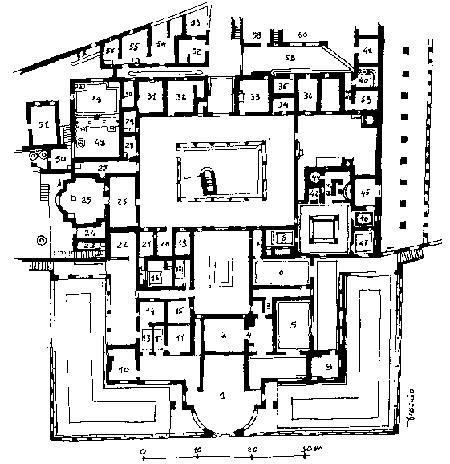
Planta de la Vil·la dels Misteris

Tot i que coberta per metres de cendra i un altre material volcànic, la vil·la patí danys menors en l'erupció del Vesuvi l'any 79, i la majoria de les parets, sostres i més en particular els seus frescos sobrevisqueren quasi intactes.
Fou construïda en la primera meitat del s. II ae i fou moltes voltes remodelada. És una construcció de quatre costats circumdada per una terrassa panoràmica. Després del terratrèmol de l'any 62 canvià de propietaris i d'usos: d'habitatge senyorial passà a establiment agrícola. La propietat de la vil·la és desconeguda, com ocorre amb moltes cases privades de Pompeia. Alguns objectes en proporcionen claus: un segell de bronze trobat a la vil·la esmenta L. Istacidius Zosimus, un llibert de la poderosa família Istacidii. Els erudits l'han proposat com a propietari de la vil·la o supervisor de la reconstrucció després del terratrèmol de l'any 62. En lloc d'això, la presència d'una estàtua de Lívia, esposa d'August, ha fet que alguns historiadors la'n consideraren propietària.

## Arquitectura i art

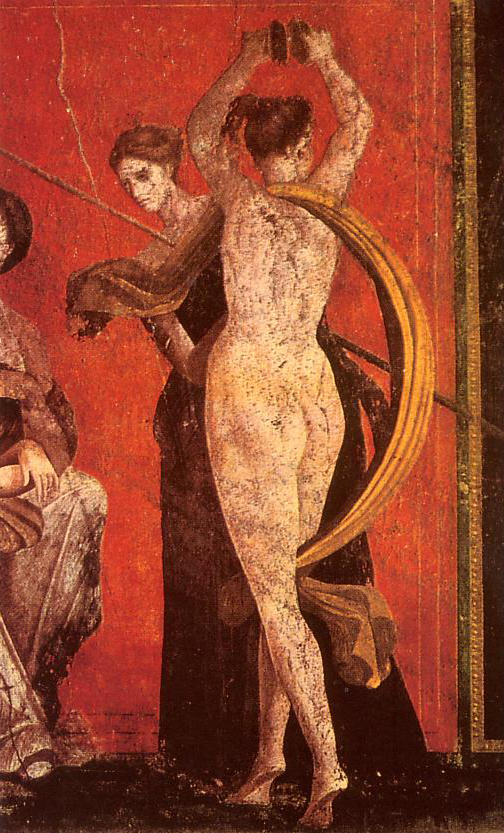
Bacant nua, fresc del triclini de la Vil·la dels Misteris

La vil·la tenia belles sales tant per menjar com per a l'oci, i espais més funcionals. S'hi descobrí una premsa de vi i ha estat restaurada a la seua ubicació original. No era rar a les cases dels molt rics incloure zones per a la producció de vi, oli d'oliva o altres productes, doncs molts romans de l'elit eren propietaris de granges o horts prop de les vil·les. És un exemple d'un habitatge de gran luxe unit a una explotació agropecuària. S'integra en el paisatge amb grans pòrtics i galeries que donen a jardins penjants. En aquest sentit, la Vil·la dels Misteris és molt diferent de les cases trobades a la ciutat.
La vil·la rep el nom per les pintures d'una habitació de la residència, que podria haver estat un triclini, i està decorat amb frescos del s. I ae del tipus de megalografia. Tot i que el tema n'és objecte de controvèrsia, la interpretació més usual de les imatges és que són la iniciació d'una dona en un culte especial a Dionís, un culte mistèric que requeria ritus específics per convertir-se'n en membre. De la resta d'interpretacions, la més destacada és la de Paul Veyne, que creu que representa una jove passant pel ritu del matrimoni.
Les imatges són molt eloqüents: un nen llegint el ritual sota la supervisió d'una matrona, una jove que duu una safata amb ofrenes, un grup de senyores en una celebració sacramental, un silé que toca una lira mentre una jove ofereix el seu si a una cabra, un altre vell silé ofereix begudes a un petit sàtir mentre un altre de més jove li aconsegueix una màscara teatral, entre d'altres. També s'hi representen les noces de Dionís i Ariadna.
Com en altres zones de Pompeia i Herculà, s'hi trobà una sèrie de cossos dels quals es feren models en algeps.